# 11e cérémonie des Oscars
La 11e cérémonie des Oscars du cinéma s'est déroulée le 23 février 1939 à l'Hôtel Biltmore à Los Angeles, Californie.
C'est la première fois qu'il n'y a pas d'hôte officiel, et c'est la première fois également qu'un film en langue étrangère (en l'occurrence La Grande Illusion de Jean Renoir) est nommé pour l'Oscar du meilleur film.

## Palmarès

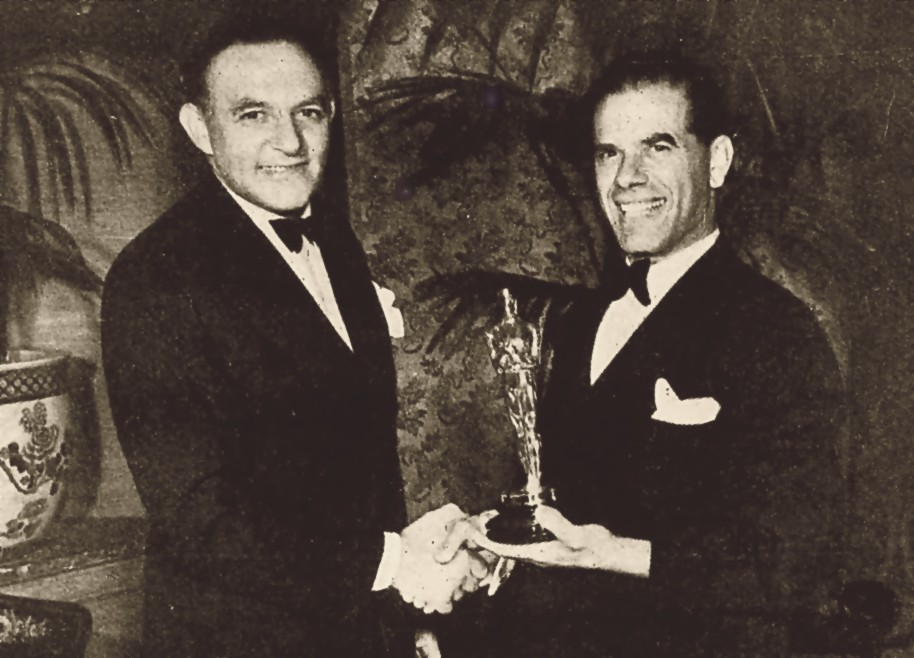
Harry Cohn remettant l'Oscar à Frank Capra pour Vous ne l'emporterez pas avec vous (You Can't Take It with You).

### Meilleur film
- Vous ne l'emporterez pas avec vous (You Can't Take It with You), produit par Columbia Pictures
  - Les Aventures de Robin des Bois (The Adventures of Robin Hood), produit par Warner Bros. et First National Pictures
  - La Folle Parade (Alexander's Ragtime Band), produit par 20th Century Fox
  - Des hommes sont nés (Boys Town), produit par Metro-Goldwyn-Mayer
  - La Citadelle (The Citadel), produit par Metro-Goldwyn-Mayer
  - Rêves de jeunesse (Four Daughters), produit par Warner Bros. et First National Pictures
  - La Grande Illusion, produit par Réalisation d'art cinématographique
  - L'Insoumise (Jezebel), produit par Warner Bros.
  - Pygmalion, produit par Metro-Goldwyn-Mayer
  - Pilote d'essai (Test Pilot), produit par Metro-Goldwyn-Mayer

### Meilleur réalisateur
- Frank Capra pour Vous ne l'emporterez pas avec vous (You Can't Take It with You)
  - Michael Curtiz pour Les Anges aux figures sales (Angels with Dirty Faces)
  - Michael Curtiz pour Rêves de jeunesse (Four Daughters)
  - Norman Taurog pour Des hommes sont nés (Boys Town)
  - King Vidor pour La Citadelle (The Citadel)

### Meilleur acteur

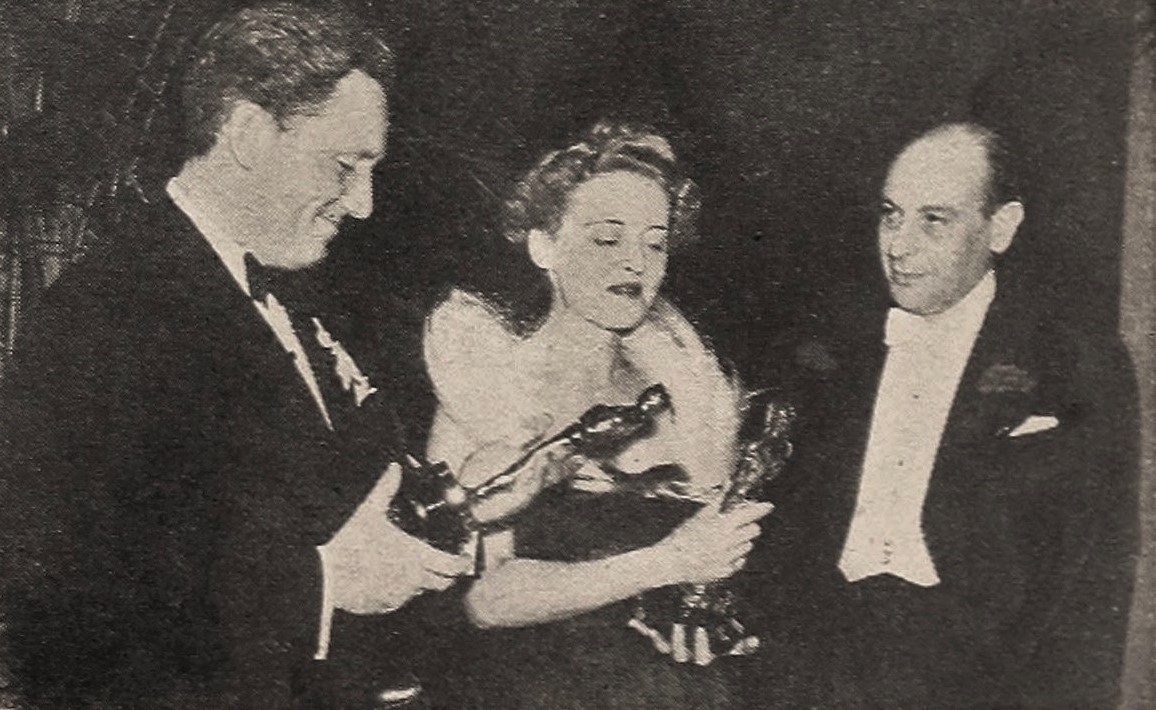
Spencer Tracy, Bette Davis et Sir Cedric Hardwicke.

- Spencer Tracy pour le rôle du Père Edward J. Flanagan dans Des hommes sont nés
  - Charles Boyer pour le rôle de Pépé le Moko dans Casbah
  - James Cagney pour le rôle de William Sullivan dans Les Anges aux figures sales
  - Robert Donat pour le rôle du docteur Andrew Manson dans La Citadelle
  - Leslie Howard pour le rôle du Professeur Henry Higgins dans Pygmalion

### Meilleure actrice

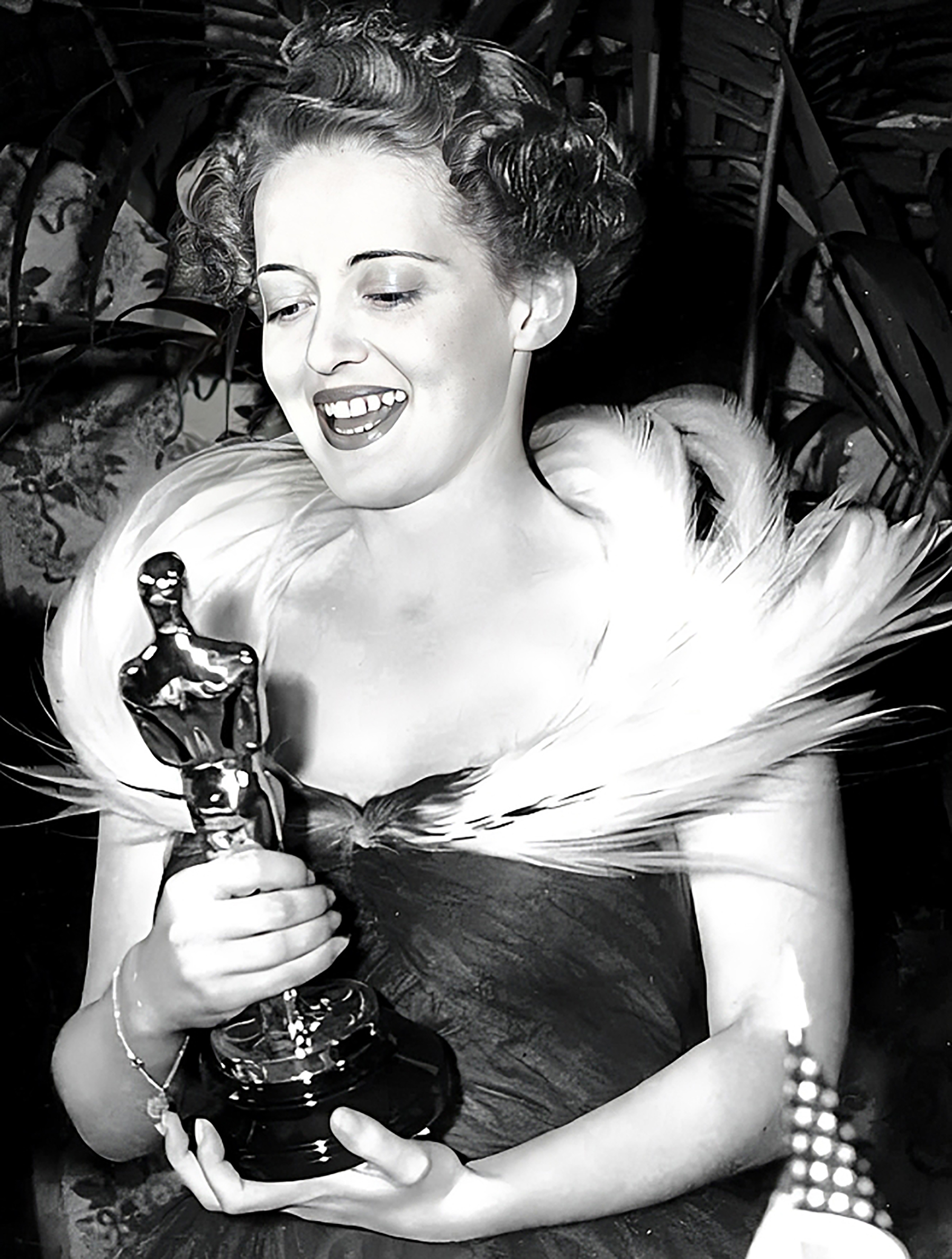
Bette Davis lors de la 11e cérémonie des Oscar.

- Bette Davis pour le rôle de Julie Marsden dans L'Insoumise
  - Fay Bainter pour le rôle de Hannah Parmalee dans La Femme errante
  - Wendy Hiller pour le rôle de Eliza Doolittle dans Pygmalion
  - Norma Shearer pour le rôle de Marie-Antoinette dans Marie-Antoinette
  - Margaret Sullavan pour le rôle de Patricia Hollmann dans Trois Camarades

### Meilleur acteur dans un second rôle
- Walter Brennan pour son rôle de Peter Goodwin dans Kentucky
  - John Garfield pour le rôle de Mickey Borden dans Rêves de jeunesse
  - Gene Lockhart pour le rôle de Régis dans Casbah
  - Robert Morley pour le rôle de Louis XVI dans Marie-Antoinette
  - Basil Rathbone pour le rôle de Louis XI dans Le Roi des gueux

### Meilleure actrice dans un second rôle
- Fay Bainter pour le rôle de Tante Belle dans L'Insoumise
  - Beulah Bondi pour le rôle de Mary Wilkins dans Of Human Hearts
  - Billie Burke pour le rôle de Emily Kilbourne dans Madame et son clochard
  - Spring Byington pour le rôle de Penny Sycamore dans Vous ne l'emporterez pas avec vous
  - Miliza Korjus pour le rôle de Carla Donner dans Toute la ville danse

### Meilleur scénario adapté
- George Bernard Shaw, Ian Dalrymple, Cecil Arthur Lewis, W.P. Lipscomb pour Pygmalion
  - John Meehan, Dore Schary pour Des hommes sont nés
  - Ian Dalrymple, Elizabeth Hill, Frank Wead pour La Citadelle
  - Lenore J. Coffee, Julius J. Epstein pour Rêves de jeunesse
  - Robert Riskin pour Vous ne l'emporterez pas avec vous

### Meilleure histoire originale
- Eleanore Griffin et Dore Schary pour Des hommes sont nés
  - Irving Berlin pour La Folle Parade
  - Rowland Brown pour Les Anges aux figures sales
  - John Howard Lawson pour Blocus
  - Marcella Burke et Frederick Kohner pour Délicieuse
  - Frank Wead pour Pilote d'essai

### Meilleurs décors
- Carl Jules Weyl pour Les Aventures de Robin des Bois
  - Lyle Wheeler pour Les Aventures de Tom Sawyer
  - Bernard Herzbrun et Boris Leven pour La Folle Parade
  - Alexander Toluboff pour Casbah
  - Van Nest Polglase pour Amanda
  - Richard Day pour Hollywood en folie
  - Stephen Goosson et Lionel Banks pour Vacances
  - Hans Dreier et John Goodman pour Le Roi des gueux
  - Jack Otterson pour Délicieuse
  - Cedric Gibbons pour Marie Antoinette
  - Charles D. Hall pour Madame et son clochard

### Meilleure photographie
- Joseph Ruttenberg pour Toute la ville danse
  - James Wong Howe pour Casbah
  - Ernest Miller et Harry Wild pour Army Girl
  - Victor Milner pour Les Flibustiers
  - Ernest Haller pour L'Insoumise
  - Joseph Valentine pour Délicieuse
  - Norbert Brodine pour Madame et son clochard
  - Peverell Marley pour Suez
  - Robert de Grasse pour Mariage incognito
  - Joseph Walker pour Vous ne l'emporterez pas avec vous
  - Leon Shamroy pour La Famille sans-souci

### Meilleur montage
- Ralph Dawson pour Les Aventures de Robin des Bois
  - Barbara McLean pour La Folle Parade
  - Tom Held pour Toute la ville danse
  - Tom Held pour Pilote d'essai
  - Gene Havlick pour Vous ne l'emporterez pas avec vous

### Meilleur son
- Thomas T. Moulton pour Madame et son cowboy
  - Charles L. Lootens pour Army Girl
  - Nathan Levinson pour Rêves de jeunesse
  - Loren L. Ryder pour Le Roi des gueux
  - Elmer A. Raguse pour Madame et son clochard
  - E. H. Hansen pour Suez
  - Douglas Shearer pour Amants
  - Bernard B. Brown pour Cet âge ingrat
  - John Aalberg pour Mariage incognito
  - John Livadary pour Vous ne l'emporterez pas avec vous

### Meilleure musique de film
Meilleure partition originale
- Erich Wolfgang Korngold pour Les Aventures de Robin des Bois
  - Victor Young pour Army Girl
  - Marvin Hatley pour Block-Heads
  - Werner Janssen pour Blocus
  - Victor Young pour Sérénade sur la glace
  - Alfred Newman pour Madame et son cow-boy
  - Richard Hageman pour Le Roi des gueux
  - Herbert Stothart pour Marie Antoinette
  - Russell Bennett pour Pacific Liner
  - Louis Silvers pour Suez
  - Franz Waxman pour La Famille sans-souci

Meilleure adaptation musicale
- Alfred Newman pour La Folle Parade
  - Victor Baravalle pour Amanda
  - Morris Stoloff et Gregory Stone pour Pensionnat de jeunes filles
  - Alfred Newman pour Hollywood en folie
  - Max Steiner pour L'Insoumise
  - Charles Previn et Frank Skinner pour Délicieuse
  - Cy Feuer pour Tempête sur le Bengale
  - Herbert Stothart pour Amants
  - Marvin Hatley pour La Pauvre Millionnaire
  - Franz Waxman pour La Famille sans-souci
  - Boris Morros pour La Belle de Mexico

### Meilleure chanson
- Thanks for the Memory dans Big Broadcast of 1938 – Musique : Ralph Rainger ; Paroles : Leo Robin
  - Always and Always dans Mannequin – Musique : Edward Ward ; paroles : Chet Forrest et Bob Wright
  - Change Partners dans Amanda – Paroles et musique : Irving Berlin
  - The Cowboy and the Lady dans Madame et son cowboy – Musique : Lionel Newman ; Paroles : Arthur Quenzer
  - Dust dans Crépuscule – Paroles et musique : Johnny Marvin
  - Jeepers Creepers dans Le Cavalier errant – Musique : Harry Warren ; paroles : Johnny Mercer
  - Merrily We Live dans Madame et son clochard – Musique : Phil Craig ; paroles : Arthur Quenzer
  - A Mist over the Moon dans The Lady Objects – Musique : Ben Oakland ; paroles : Oscar Hammerstein II
  - My Own dans Cet âge ingrat – Musique : Jimmy McHugh ; paroles : Harold Adamson
  - Now It Can Be Told dans La Folle Parade – Paroles et musique : Irving Berlin

### Meilleur court métrage en prises de vues réelles
- Une bobine : That Mothers Might Live, produit par Metro-Goldwyn-Mayer
- Deux bobines : Declaration Of Independence, produit par Warner Bros.
  - Swinging in the Movies - Warner Bros.
  - They're Always Caught - MGM

### Meilleur court métrage d'animation
- Ferdinand le taureau, série Silly Symphonies – Walt Disney
  - Le Brave Petit Tailleur, série Mickey Mouse – Walt Disney
  - Bons Scouts, série Donald Duck – Walt Disney
  - Hunky and Spunky – Paramount Pictures
  - Mother Goose Goes Hollywood, série Silly Symphonies – Walt Disney

## Oscars d'honneur
- Harry M. Warner, « en reconnaissance des services patriotiques rendus au travers de la production de courts métrages historiques retraçant des épisodes significatifs des premiers combats du peuple américain pour la liberté » (« in recognition of patriotic service in the production of historical short subjects presenting significant episodes in the early struggle of the American people for liberty »)
- Walt Disney, « pour Blanche-Neige et les Sept Nains, reconnu comme une innovation cinématographique significative qui a charmé des millions de gens et inauguré un nouveau terrain de divertissement pour le dessin animé »[1] (« for Snow White and the Seven Dwarfs, recognized as a significant screen innovation which has charmed millions and pioneered a great new entertainment field for the motion picture cartoon »)
- Gordon Jennings, Jan Domela, Dev Jennings, Irmin Roberts, Art Smith (effets spéciaux), Farciot Edouart, Loyal Griggs (transparences), Loren L. Ryder, Harry D. Mills, Louis Mesenkop, Walter Oberst (effets sonores), « pour leur contribution remarquable à la création des effets visuels et sonores de la production Paramount Pictures Les Gars du large » (« for outstanding achievement in creating Special Photographic and Sound Effects in the Paramount production, Spawn of the North »)
- Oliver Marsh et Allen Davey, « pour la photographie en couleurs de la production Metro-Goldwyn-Mayer, Amants » (« for the color cinematography of the Metro-Goldwyn-Mayer production, Sweethearts »)
- Arthur Ball, « pour son exceptionnelle contribution au progrès de la couleur dans la prise de vue cinématographique » (« for his outstanding contributions to the advancement of color in Motion Picture Photography »)
- Deanna Durbin et Mickey Rooney, « pour leur contribution significative à porter à l'écran l'esprit et la représentation de la jeunesse et pour avoir démontré en tant que jeunes acteurs un haut niveau de capacités et de talent » (« for their significant contribution in bringing to the screen the spirit and personification of youth, and as juvenile players setting a high standard of ability and achievement »)

## Oscar en mémoire d'Irving G. Thalberg
- Hal B. Wallis

## Oscars pour une contribution technique
- Son : John Aalberg et le département son des studios RKO
- Photographie : Byron Haskin et le département effets spéciaux de Warner Bros.

## Statistiques

### Récompenses multiples
- 3 Oscars : Les Aventures de Robin des Bois
- 2 Oscars : Vous ne l'emporterez pas avec vous, Des hommes sont nés, L'Insoumise

### Nominations multiples
- 7 nominations : Vous ne l'emporterez pas avec vous
- 6 nominations : La Folle Parade
- 5 nominations : Des hommes sont nés, Rêves de jeunesse, L'Insoumise, Madame et son clochard
- 4 nominations : Les Aventures de Robin des Bois, La Citadelle, Pygmalion, Casbah, Marie-Antoinette, Le Roi des gueux, Délicieuse
- 3 nominations : Pilote d'essai, Les Anges aux figures sales, Toute la ville danse, Army Girl, Suez, La Famille sans-souci, Amanda
- 2 nominations : Blocus, Mariage incognito, Hollywood en folie, Amants, Cet âge ingrat